# Henrik II av Navarra
Henrik II av Navarra, född 18 april 1503 i Sangüesa, död 25 maj 1555 i Hagetmau, var kung av Navarra (egentligen bara den norra delen, Nedre Navarra) från år 1517 till sin död. Han stöddes av den franske kungen Frans I i sina försök att återerövra södra Navarra från Spanien.

## Biografi
Henrik var son till Katarina av Navarra och Johan d'Albret. Han besteg tronen efter sin mors död 1517. Han var tretton år gammal då han blev kung och hans syster Anna av Navarra var regent till hans femtonårsdag; hon fortsatte även därefter att vara hans ställföreträdande regent i Navarra, då Henrik tillbringade sin mest tid vid det franska hovet. 
Henrik II är begravd i katedralen Notre-Dame-de-l'Assomption i Lescar i sydvästra Frankrike.

## Bilder

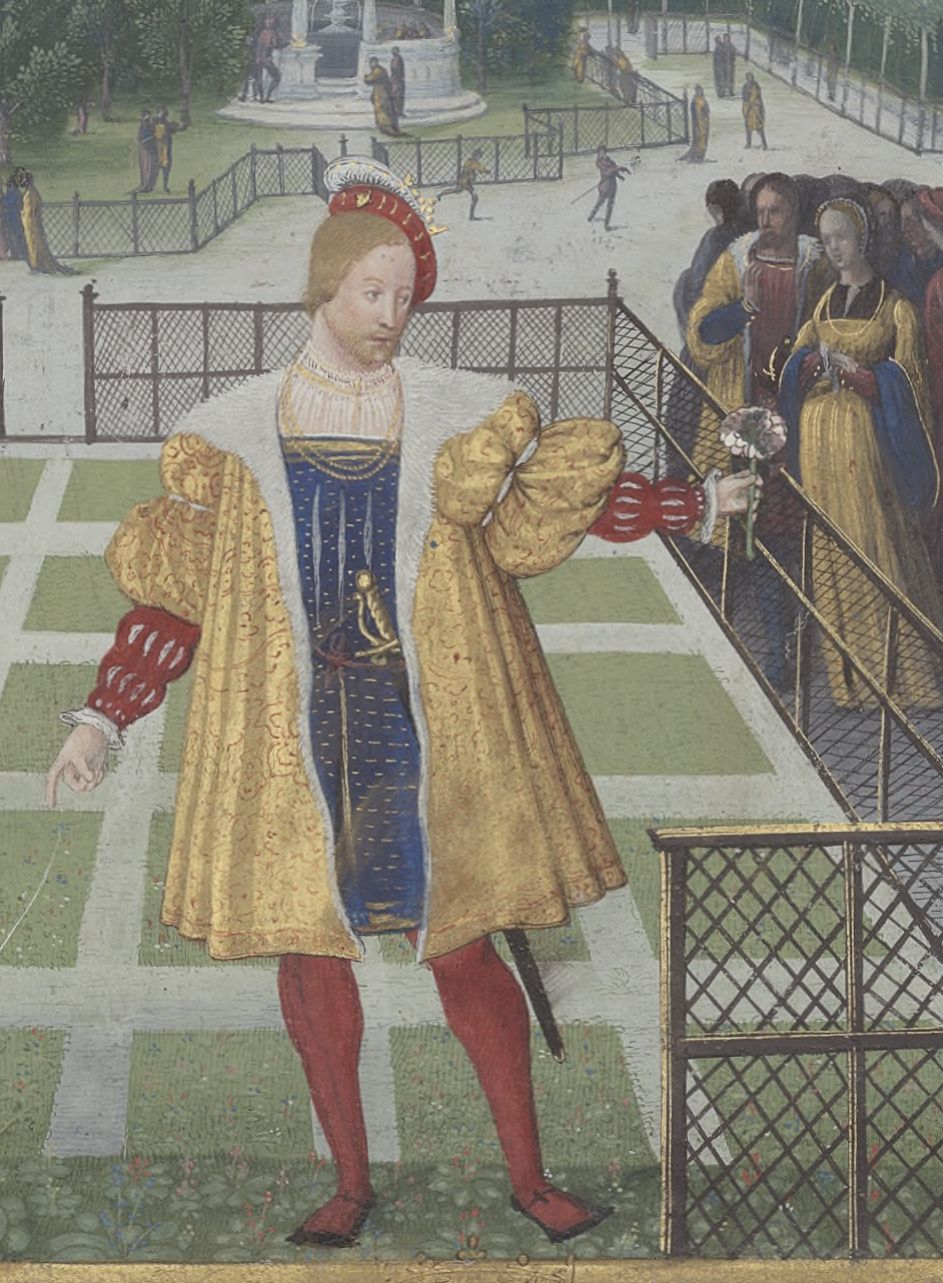
Henrik II (samtida miniatyr).
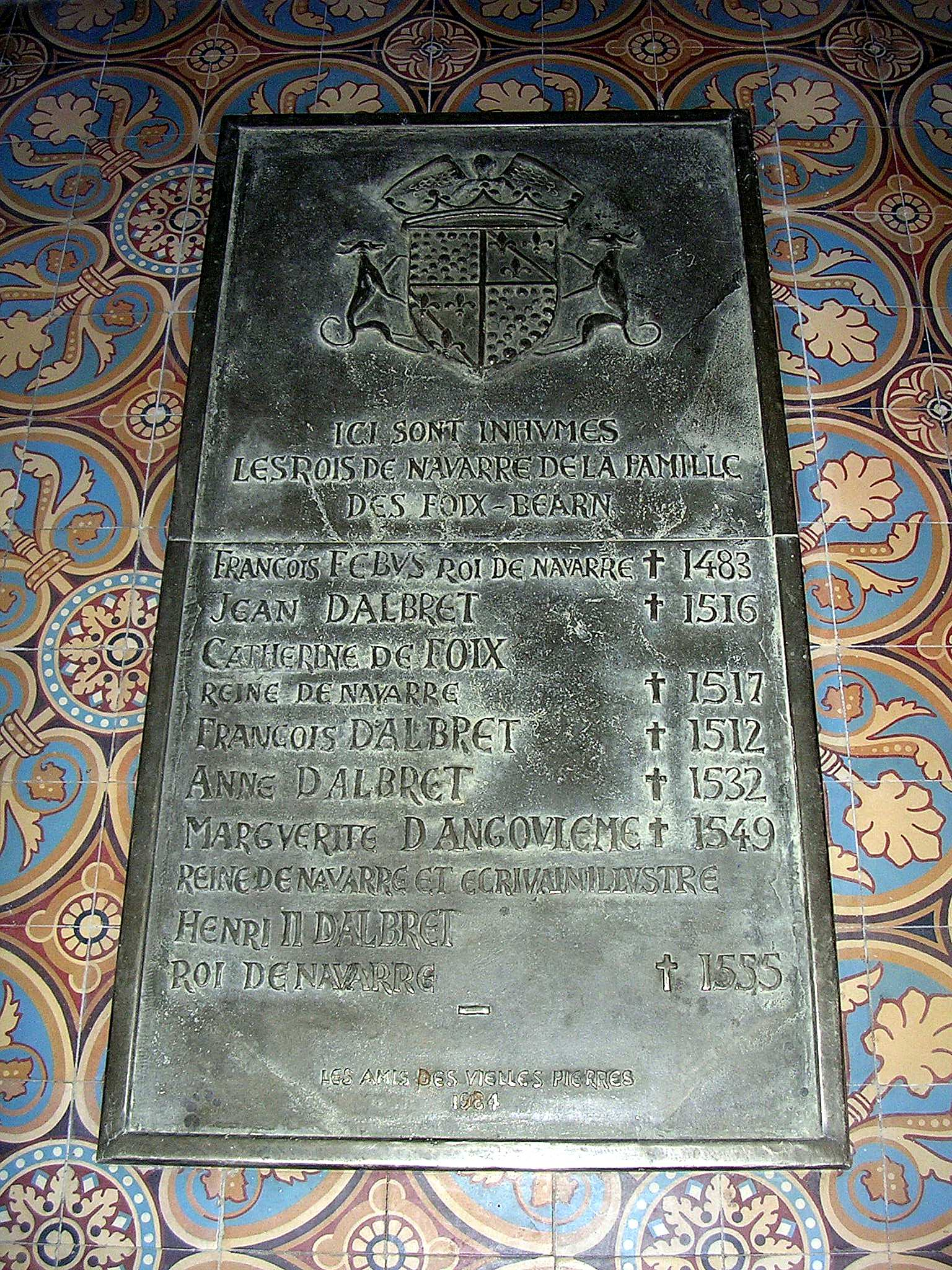
Henrik II:s grav.